# Les Énigmes de l'Atlantide
Série
Atlantide, l'empire perdu
(2001)
Pour plus de détails, voir Fiche technique et Distribution.
Les Énigmes de l'Atlantide, ou Atlantis : Le Retour de Milo au Québec (Atlantis : Milo's Return) est le 81e long-métrage d'animation des studios Disney.
Le film suit Milo, Kida et leurs compagnons qui enquêtent sur des phénomènes étranges autour du monde qui semblent être liés aux secrets de l'Atlantide.
Sorti directement en vidéo en 2003, ce film constitue la suite de Atlantide, l'empire perdu (2001).

## Synopsis
Après les évènements du premier film, Kida est maintenant reine régnante de la ville souterraine d'Atlantide et mariée à Milo Thatch, désormais prince consort. Ils utilisent le pouvoir du Cœur de l'Atlantide pour restaurer l'ancienne gloire de la cité. Soudain, les camarades de Milo et M. Whitmore arrivent pour les informer qu'une créature mystérieuse cause des ennuis à la surface. Kida soupçonne qu'elle pourrait être atlante, suscitant en elle des sentiments mitigés à propos de la décision de son père de garder l'Atlantide et son Cœur cachés.
Les héros font route vers Trondheim, en Norvège, et découvrent que le mystérieux problème est en fait le Kraken, une pieuvre géante de la mythologie nordique. Il a attaqué plusieurs navires et emmené leur cargaison dans un village construit en bord de falaise. Au début, le groupe pense qu'il s'agit d'une ancienne machine de guerre atlante (comme le Léviathan du film précédent), mais ils se rendent compte que le juge de la ville, Edgar Volgud, semble contrôler le Kraken. Ils comprennent bientôt, cependant, que le Kraken lui-même est le maître, ayant conclu un accord avec Volgud pour approvisionner le village et prolonger sa vie, en échange des âmes des habitants. Les héros parviennent à faire exploser le Kraken, libérant le village de son emprise et de celle de Volgud qui, privé de son immortalité, tombe en poussière. Durant ce premier voyage, Kida apprend à connaître le monde extérieur et s'adapte bien. Cependant, elle se sent toujours coupable, car il pourrait y avoir d'autres machines de guerre atlantes dans le monde qui causent des problèmes.
Le prochain mystère des héros se trouve dans le sud-ouest des États-Unis, impliquant des attaques d'esprits ayant l'apparence de coyotes. Ils trouvent plus tard une ville cachée en Arizona reprenant l'architecture de peuples du monde entier, dont les atlantes. Kida comprend que ses semblables sont venus ici et ont inspiré d'autres cultures. Un propriétaire de magasin cupide et sournois, Ashton Carnaby, a l'intention de piller l'endroit de ses objets de valeur, mais les esprits le transforment en l'un d'eux. Un homme mystérieux nommé Chakashi, qui est en fait un esprit du vent amérindien, confie au groupe la connaissance de ce sanctuaire et informe Kida qu'elle peut choisir le destin de l'Atlantide.
De retour chez eux, les aventuriers découvrent que l'un des anciens rivaux de Whitmore, Erik Hellstrom, a fait irruption dans son manoir la nuit et a volé l'une de ses possessions, une ancienne lance appelée Gungnir, qui est en fait une arme atlante. Les héros se rendent au château d'Hellstrom en Islande et le confrontent. Après le krach boursier qui lui a fait perdre toute sa fortune, Hellstrom est devenu fou et se prend désormais pour Odin, le roi des dieux nordiques. Il a renommé sa demeure Asgard et compte provoquer le Ragnarök, l'apocalypse prophétisée dans la mythologie nordique. "Odin" est persuadé que Milo est le dieu de la tromperie Loki et Kida sa fille perdue depuis longtemps Brunehilde. Il utilise la lance pour chasser Milo et ses amis du château, enlève Kida et lui donne des vêtements nordiques. Une bête de glace et une bête de lave créées par "Odin" (inspirés des jötnar et de Surt) s'apprêtent à détruire le monde, mais des explosifs bien placés par Enzo distraient les monstres assez longtemps pour que Kida récupère la lance et détruise les bêtes en faisant s'écrouler "Asgard" sur eux. Au cours de cette escapade, Kida comprend mieux à quel point le savoir atlante est puissant, et qu'elle doit choisir entre le cacher ou le partager avec le reste de l'humanité.
Après avoir récupéré la lance, Kida se rend compte que son père avait tort de cacher l'Atlantide à l'humanité. Elle combine la lance avec le Cœur et ramène la ville à la surface. Elle émerge de l'océan sous le regard médusé des pêcheurs. Avec l'Atlantide au-dessus de l'eau pour la première fois en plus de 8 000 ans, M. Whitmore raconte qu'à partir de ce moment-là, la Terre est devenue un monde meilleur.

## Fiche technique
- Titre original : Atlantis : Milo's Return
- Titre français : Les Énigmes de l'Atlantide
- Réalisation : Victor Cook, Toby Shelton et Tad Stones
- Scénario : Thomas Hart, Henry Gilroy, Kevin Hopps, Tad Stones, Stephen Englehart et Marty Isenberg
- Montage : John Royer
- Musique : Don Harper
- Production : Tad Stones
- Société de production : Walt Disney Television Animaton
- Société de distribution : Buena Vista home entertainment
- Langue : anglais
- Format : Couleurs - 35 mm - 1,66:1 - Dolby Stéréo
- Durée : 82 minutes
- Dates de sortie :
  - États-Unis : 20 mai 2003
  - France :25 février 2003

Note: La liste des « crédités » au générique étant trop longue pour être citée in extenso ici, nous n'avons repris que les principaux contributeurs.

## Distribution

### Voix originales
- James Arnold Taylor : Milo James Thatch
- Cree Summer : Kida
- John Mahoney : Preston B. Whitmore
- Jacqueline Obradors : Audrey / L'Infirmière
- Don Novello : Enzo
- Corey Burton : La Taupe
- Phil Morris : Dr. Gentil
- George Morris : Soldiers
- Florence Stanley : Mme Placard
- Frank Welker : Obby / Mantell
- Steven Barr : Cookie
- Clancy Brown : Volgud
- Jean Gilpin : Inger
- Kai Rune Larsen : Seaman / Gunnar
- Bill Fagerbakke : Sven
- Thomas F. Wilson : Carnaby
- Floyd 'Red Crow' Westerman : Chakashi
- Jeff Bennett : Sam McKeane
- William Morgan Sheppard : Erik Hellstrom

### Voix françaises
- Luq Hamet : Milo
- Laura Blanc : Kida
- Marc Cassot : Whitmore
- Ethel Houbiers : Audrey
- Sybille Tureau : L'Infirmière
- Jean-Claude Donda : Enzo
- Michel Mella : La Taupe
- Bruno Dubernat : Dr. Gentil
- Laurence Badie : Mme Placard
- Pascal Renwick : Mantell
- Gérard Hernandez : Cookie
- Gérard Dessalles : Volgud
- Marie Vincent : Inger
- José Luccioni : Carnaby
- Vincent Grass : Chakashi
- Pierre Baton : Sam McKeane
- Michel Barbey : Erik Hellstrom

### Voix québécoises
- Patrice Dubois : Milo Thatch
- Christine Bellier : Princesse Kida
- Benoît Marleau : Preston Whitmore
- Camille Cyr-Desmarais : Audrey Ramirez
- Johanne Garneau : Mme. Placard
- Luis de Cespedes : Vinny
- Maka Kotto : Dr Ledoux
- Sébastien Dhavernas : La Taupe
- Louis-Georges Girard : La Galette
- Aubert Pallascio : Volgud
- Anne Dorval : Inger
- Jean-Marie Moncelet : Carnaby
- Yves Corbeil : Chakashi
- André Montmorency : Sam McKeane
- Jean-François Blanchard : Erik Hellstrom

## Autour du film
Les Énigmes de l'Atlantide fut à l'origine conçu comme une série télévisée mais en raison du manque de succès au box-office de Atlantide, l'empire perdu (2001), la production de la série s'arrêta. La qualité du graphisme est donc loin d'égaler celle des longs métrages cinéma.
Cree Summer (Kida), Corey Burton (La Taupe), Don Novello (Enzo), Phil Morris (Dr. Gentil), Jacqueline Obradors (Audrey), John Mahoney (Whitmore), et Florence Stanley (Madame Placard) ont tous repris leurs rôles. James Arnold Taylor remplaça Michael J. Fox pour le rôle de Milo et Steve Barr succéda à Jim Varney (mort en 2000) pour Cookie.

## Titre en différentes langues
- Allemand : Atlantis – Die Rückkehr / Atlantis 2
- Anglais : Atlantis: Milo's Return / Atlantis II: Milo's Return
- Arménien : Ատլանտիդա։ Մայլոյի վերադարձը (« Atlantida. Mayloyi veradardzy »)
- Bulgare : Атлантида 2: Завръщането на Майло (« Atlantida 2: Zavrŭshtaneto na Maĭlo »)
- Chinois : 亞特蘭蒂斯2：神秘的水晶 (traditionnel) (« Ātèlándìsī 2: Shénmì de shuǐjīng ») / 亚特兰蒂斯2：神秘的水晶 (simplifié) (« Ātèlándìsī 2: Shénmì de shuǐjīng ») / 亞特蘭迪斯2：麥洛回歸 (traditionnel) (« Ātèlándìsī 2: Màiluò huíguī ») / 亞特蘭迪斯Ⅱ麥洛回歸 (traditionnel) (« Ātèlándìsī Ⅱ Màiluò huíguī »)
- Coréen : 아틀란티스 2 - 마일로의 귀환 (« Ateullantiseu 2 - Mailloui gwihwan »)
- Danois : Atlantis: Milo vender tilbage
- Espagnol : Atlantis: El regreso de Milo
- Finnois : Atlantis – Milon paluu
- Français : Les Énigmes de l'Atlantide / Atlantide II, le retour de Milo (télévision) / Atlantis : Le Retour de Milo, Atlantis 2 : Le Retour de Milo (Québec)
- Hongrois : Atlantisz 2. – Milo visszatér
- Italien : Atlantis - Il ritorno di Milo
- Japonais : アトランティス 帝国最後の謎 (« Atorantisu teikoku saigo no nazo »)
- Néerlandais : Atlantis: Milo's Avontuur
- Norvégien : Atlantis II: Milos hjemkomst
- Polonais : Atlantyda: Powrót Milo
- Portugais : Atlântida: O Regresso de Milo / Atlantis: O Retorno de Milo (Brésil)
- Russe : Атлантида: Возвращение Майло (« Atlantida: Vozvrashcheniye Maylo »)
- Thaï : แอตแลนติส 2 ผจญภัยแดนอาถรรพ์ (« Xætlæntis̄ 2 p̄hcỵ p̣hạy dæn xāt̄hrrph̒ ») / แอตแลนติส 2: ผจญภัยแดนอาถรรพ์ (« Xætlæntis̄ 2: P̄hcỵ p̣hạy dæn xāt̄hrrph̒ »)
- Vietnamien : Atlantis: Sự trở lại của Milo / Atlantis 2: Sự trở lại của Milo